# Régis Michel
Pour les articles homonymes, voir Michel.
Régis Michel est un écrivain, essayiste et un historien de l’art, conservateur en chef du département des arts graphiques au musée du Louvre jusqu'en 2014.

## Travaux
« Le sexe n’entre pas au musée, il y était déjà… »
En 2000, Régis Michel édite le catalogue de l’exposition « Posséder et détruire. Stratégies sexuelles dans l’art d’Occident », où il introduit les sexualités plurielles dans la peinture et invite à porter un regard nouveau et critique sur les œuvres, : Poussin ou l’inversion des sexes, Greuze ou l’inceste,  David ou la peinture pédophile, Géricault ou le coït sadique, Ingres et le saphisme.
Dans ce même catalogue, il évoque le bondage chez Delacroix à propos du tableau L'Enlèvement de Rebecca :

« Volupté. Je pose un cheval au bord de la feuille. Et je retiens sa course, afin qu'il piaffe, sabot rétif, queue fougueuse, crinière au vent. Effort, énergie, puissance : valeurs phalliques dans la partition culturelle des sexes. Je mets en selle un fort des halles, flanqué de son parèdre, qui est à pied : triomphe du muscle, où sévit la fièvre du trait, pour aviver la menace de leurs silhouettes géantes. Enfin (surtout), je hisse une femme sur la croupe massive, à la faveur athlétique de leur bras noueux. Volupté, disais-je. Déréliction, soumission, striction. La femme est liée. Et le graphisme a le soin de redoubler son garrot par un déluge de lignes : tourbillon de ligaments où son corps se dissout dans un halo ténébreux (on s'y perd). Esthétique du spasme. Ce kidnapping tourne au bondage. Or le transport ne tient pas seulement à la jouissance des chaînes. Il lui faut encore la souffrance de l'enchaînée. De là cette volte-face : Rébecca ne me regarde pas (ses yeux se dérobent). Mais elle attire mon regard en m'offrant son visage. [...] Rébecca n'est plus qu'une chose à la merci de ses tortionnaires. »

— Régis Michel, Posséder et détruire. Stratégies sexuelles dans l'art d'Occident
« La méthode de Régis Michel consiste à confronter des textes et des dessins, comprendre un autre Greuze en lisant Sade, un autre Signorelli en lisant Freud, un nouveau Rembrandt peintre et martyr à l’ombre de Jean Genet, David et Girodet grâce au commentaire que Roland Barthes a fait de Sarrasine de Balzac. »
Dans son ouvrage David. L’art et le politique, Régis Michel décrit David « comme un homme dangereux car manipulateur de l'art au service d'une cause, ce livre décrit les liens du peintre avec le domaine politique »[source insuffisante].

## Publications

### Catalogues et ouvrages
- Régis Michel (Casino Luxembourg), L'œil-écran ou la nouvelle image : 100 vidéos pour repenser le monde, Luxembourg, Casino Luxembourg-Forum d'art contemporain, 2007, 427 p. (ISBN 978-2-919893-65-2, SUDOC 137516045)
- Régis Michel (Musée du Louvre), La peinture comme crime : ou "la part maudite" de la modernité, Paris, Réunion des musées nationaux, 2001, 380 p. (ISBN 2-7118-4308-4, SUDOC 058937250)
- Régis Michel (Musée du Louvre), Posséder et détruire : stratégies sexuelles dans l'art d'Occident, Paris, Réunion des musées nationaux, 2000, 281 p. (ISBN 2-7118-4045-X, SUDOC 051178974)
- Régis Michel, Géricault : l'invention du réel, Paris, Gallimard, Réunion des musées nationaux, coll. « Découvertes Gallimard » (no 154), 1992, 176 p. (ISBN 2-07-053214-3, SUDOC 002741660)
- Régis Michel (Musée du Louvre), Le Beau idéal ou l'Art du concept : 94e exposition du Cabinet des dessins, Musée du Louvre, [Paris], 17 octobre-31 décembre 1989, Paris, Réunion des musées nationaux, 1989, 176 p. (ISBN 2-7118-2317-2, SUDOC 001545779)
- Régis Michel (avec la collaboration de Marie-Catherine Sahut), David, l'art et le politique, Paris, Gallimard, Réunion des musées nationaux, coll. « Découvertes Gallimard » (no 46), 1988, 176 p. (ISBN 978-2-07-053068-7, SUDOC 01389661)

### Catalogues et ouvrages collectifs
- Régis Michel (dir.), Où en est l'interprétation de l'oeuvre d'art ?, Paris, École nationale supérieure des beaux-arts, 2001, 345 p. (ISBN 2-84056-093-3, SUDOC 055074898)
- Régis Michel (dir.) (Musée du Louvre), Géricault, t. 2, Paris, La Documentation française, 1996, 565 p. (ISBN 2-11-003327-4, SUDOC 033673853)
- Régis Michel (dir.) (Musée du Louvre), Géricault, t. 1, Paris, La Documentation française, 1996, 527 p. (ISBN 2-11-003327-4, SUDOC 033673543)
- Régis Michel (dir.) (Musée du Louvre), David contre David : actes du colloque organisé au Musée du Louvre (6 au 10 décembre 1989), vol. 1 & 2, Paris, La Documentation française, 1993, 1217 p. (ISBN 2-11-002613-8, SUDOC 00308082X)
- Sylvain Bellenger (dir.) et Régis Michel, Un peintre sous la révolution, Jean Charles-Nicaise Perrin (1754-1831), Montargis, Musée Girodet, 1989, 89 p. (ISBN 2-907930-03-7 (édité erroné), SUDOC 001535056)
- Régis Michel (dir.) et Philippe Bordes (dir.), Aux armes et aux arts ! : les arts de la Révolution, 1789-1799, Paris, Adam Biro, 1988, 350 p. (ISBN 978-2-87660-023-2, SUDOC 001374729)
- Arlette Sérullaz et Régis Michel (Musée du Louvre), L'aquarelle en France au XIXe siècle : dessins du Musée du Louvre, Paris, Réunion des musées nationaux, 1983, 123 p. (ISBN 2-7118-0233-7, SUDOC 000658944)
- Régis Michel, Robert Fohr et Alexandre Bonnier, Patrice Alexandre, Paris, Autrement, coll. « Autrement. L'art » (no 5), 1983, 79 p. (ISBN 2-86260-094-6, SUDOC 000672947)
- (it) Denis Prieur, Henri Raczymow, Pascal Bonafoux, Paulette Choné et Régis Michel (trad. Miranda Rolli & Luisa Maria, photogr. Bernard Richebé), Peintures, pastels, dessins de James Blœdé, Rome, Villa Médicis, 1981, 35 p. (SUDOC 150288115)
- Marie-José Salmon (dir.), Régis Michel (dir.) et Françoise Amanieux (dir.), Thomas Couture (1815-1879), Senlis, Musée municipal de Senlis, coll. « La sauvegarde de Senlis » (no 49), 1979, 24 p. (SUDOC 022690239)

### Article
Régis Michel, « L'extase et l'agonie ou… le corps sans organes », Savoirs et clinique, vol. 8, no 1,‎ 2007, p. 95-103 (lire en ligne)